# 李昭铭
李昭铭（1937年—2001年），男，海南琼海人，曾任新加坡教育部部长。
毕业于马来亚大学，获工程学士，而后进入英国伦敦大学帝国理工学院，获工程博士。历任新加坡市政府工程局公路组工程师、新加坡工艺学院土木工程系讲师、新加坡大学高级讲师、新加坡义安工艺学院院长、南洋大学校长。还担任新加坡国立科学院主席。1981年中选新加坡丹那美拉区议员。曾在1972年和1975年间担任新加坡教育兼科学工艺部长。